# ميس لندهايمر
ميس لندهايمر (الاسم العلمي:Celtis lindheimeri) هو نوع من النباتات يتبع جنس الميس من الفصيلة القنبية.